# Taillebourg, Charente-Maritime
Taillebourg là một xã thuộc tỉnh Charente-Maritime trong vùng Nouvelle-Aquitaine, tây nam nước Pháp. Xã Taillebourg, Charente-Maritime nằm ở khu vực có độ cao từ 2-63 mét trên mực nước biển. Xã nằm trên khu vực đá, nhìn ra sông Charente, 9 km hạ lưu Saintes.
Đây là nơi đã từng diễn ra 3 trận đánh trận Taillebourg do vị trí chiến lược là một nơi vượt sông. Ở đây có lâu đài, là nơi ở của Louis IX.